# 卡納里亞區
13°55′25″S 73°54′18″W / 13.9236°S 73.9050°W
卡納里亞區（西班牙語：Distrito de Canaria），是秘魯的一個區，位於該國中南部阿亞庫喬大區的維克托法哈多省，始建於1857年1月2日，面積263.9平方公里，海拔高度3,025米，2005年人口3,415，人口密度每平方公里13人。